# Vueling
Vueling là một hãng hàng không giá rẻ Tây Ban Nha. Hãng này có trụ sở tại El Prat de Llobregat tại Đại đô thị Barcelona với trung tâm tại Sân bay Barcelona và sân bay Leonardo da Vinci-Fiumicino ở Rome, Italy. Tên của hãng bắt nguồn từ tiếng Tây Ban Nha Vuelo, nghĩa là chuyến bay. Có mười ba căn cứ bổ sung tại A Coruña, Alicante, Amsterdam, Bilbao, Brussels, Florence, Madrid, Málaga, Palma de Mallorca, Paris-Orly, Seville và Valencia. Một cơ sở mùa hè thứ mười bốn nằm ở Ibiza.
Vueling phục vụ hơn 100 điểm đến ở châu Phi, châu Á và châu Âu và hiện là hãng hàng không lớn thứ hai ở Tây Ban Nha. Năm 2012, hãng hàng không phục vụ gần 14,8 triệu lượt khách (tăng 20,1% so với năm 2011), với tỷ lệ ghế đạt 77,7 %.

## Kết quả kinh doanh
|                                     | 2008  | 2009  | 2010  | 2011  | 2012  | 2013  | 2014  | 2015  | 2016  | 2017  | 2018  |
| ----------------------------------- | ----- | ----- | ----- | ----- | ----- | ----- | ----- | ----- | ----- | ----- | ----- |
| Doanh số (triệu €)                  | 437   | 598   | 790   | 856   | 1,103 | 1,404 | 1,697 | 1,933 | 2,027 | 2,085 | 2,338 |
| Lợi nhuận ròng trước thuế (triệu €) | −38.6 | 40.2  | 65.7  | 14.9  | 40.1  | 132.6 | 143.5 | 130.4 | 62.8  | 158.3 | 196.6 |
| Lợi nhuận ròng (triệu €)            | 8.5   | 27.8  | 46.0  | 10.4  | 28.3  | 93.4  | 98.3  | 95.3  | 48.9  | 117.3 | 149.9 |
| Số lượng nhân viên                  | 1,013 | 1,195 | 1,266 | 1,389 | 1,774 | 1,937 | 2,390 | 2,637 | 3,030 | 3,089 | 3,553 |
| Sản lượng hành khách (triệu)        | 5.9   | 8.2   | 11.0  | 12.3  | 14.8  | 17.2  | 21.5  | 24.8  | 27.8  | 29.6  | 32.7  |
| Hệ số tải hành khách (%)            | 70.3  | 73.7  | 73.2  | 75.6  | 77.7  | 79.6  | 79.6  | 81.3  | 82.4  | 83.7  | 84.3  |
| Số lượng máy bay (trung bình)       | 21    | 26    | 36    | 44    | 53    | 64    | 80    | 96    | 106   | 108   |       |

### Giám đốc điều hành:
- Giám đốc Pháp lý: Yvonne Moynihan
- Giám đốc Tài chính: Jorge Saco
- Giám đốc Khách hàng: Calum Laming
- Giám đốc Điều hành: Oliver Iffert
- Giám đốc Thương mại: Carolyn Prowse
- Giám đốc Truyền thông: Ana Fernández

## Thỏa thuận liên danh
- Aer Lingus
- British Airways
- Iberia
- Level
- LATAM Brasil
- Qatar Airways

## Đội bay

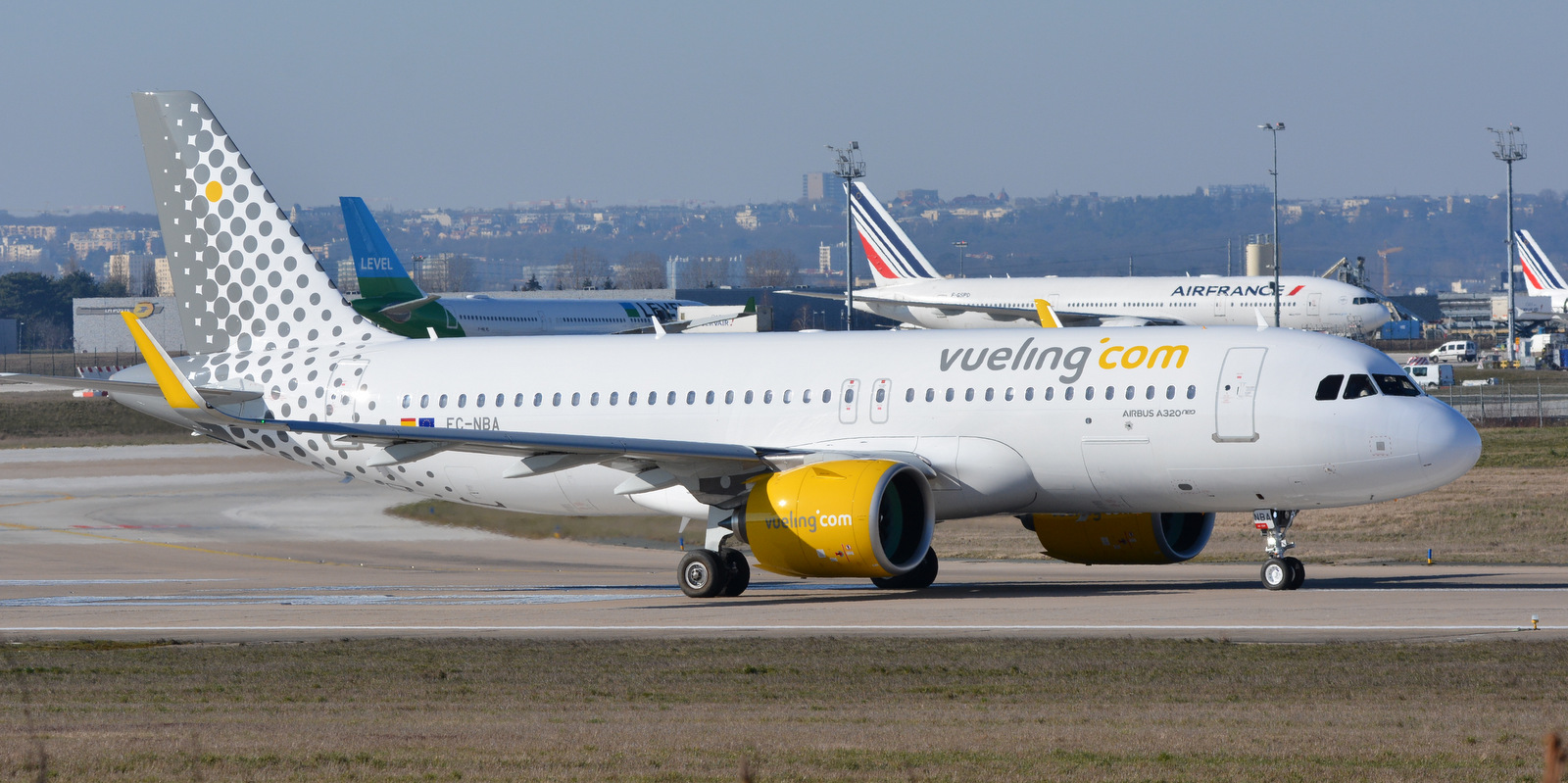
Airbus A320neo

Tuổi thọ trung bình đội bay tính đến tháng 1 năm 2023 là 9.3 năm.

Tính đến tháng 1 năm 2023:
| Máy bay         | Đang hoạt động | Đặt hàng | Hành khách | Ghi chú |
| --------------- | -------------- | -------- | ---------- | ------- |
| Airbus A319-100 | 6              | —        | 144        |         |
| Airbus A320-200 | 77             | —        | 180        |         |
| Airbus A320-200 | 77             | —        | 186        |         |
| Airbus A320neo  | 25             | 8        | 186        |         |
| Airbus A321-200 | 18             | —        | 220        |         |
| Airbus A321neo  | —              | 9        | TBA        |         |
| Tổng cộng       | 126            | 17       |            |         |